# Patrick Lemarié

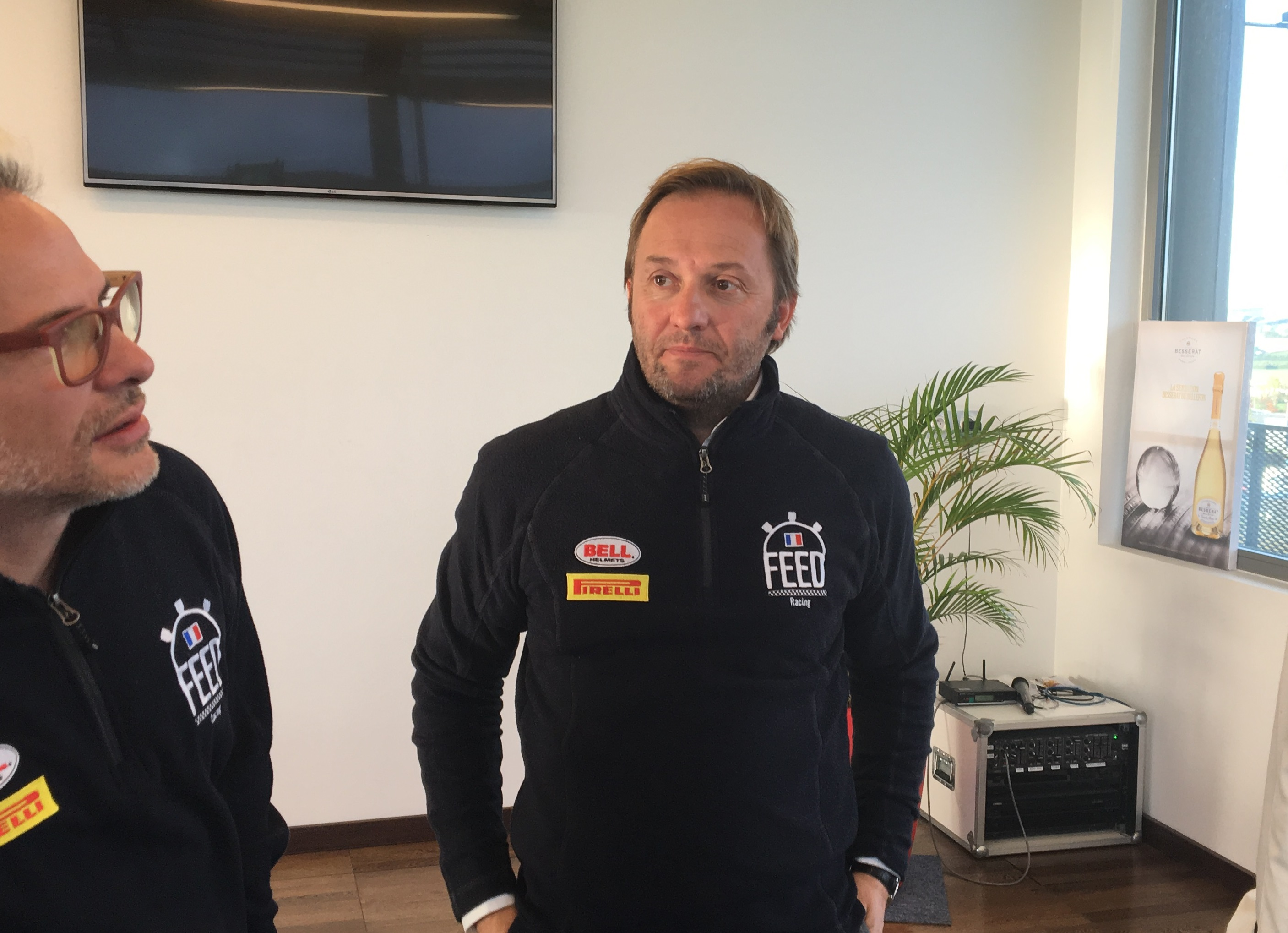
Patrick Lemarié 2019

Patrick Michel Lemarié (* 6. Februar 1968 in Paris) ist ein ehemaliger französischer Autorennfahrer.

## Karriere
Lemarié begann seine Motorsportkarriere 1986 im Kartsport und war bis 1987 in dieser Sportart aktiv. 1989 wechselte er für drei Jahre in die französische Formel Ford. Er wurde zweimal Zweiter (1989 und 1991) und einmal Dritter (1990). 1992 ging der Franzose in der französischen Formel-3-Meisterschaft an den Start und wurde 16. In den nächsten zwei Jahren startete er bei einigen Rennen der amerikanischen Atlantic Championship. 1993 wurde er 13. und 1994 22. in der Meisterschaft.
Nach einer einjährigen Pause kehrte er 1996 in den Motorsport zurück und trat für Pacific Racing in der internationalen Formel-3000-Meisterschaft an. Er konnte überwiegend nicht mit seinem Teamkollegen Cristiano da Matta mithalten und beendete die Saison auf dem 15. Gesamtrang. 1997 nahm er nur an sieben von zehn Rennen der Formel 3000 für verschiedene Teams an. Die Saison beendete er auf Platz 16. Sein bestes Ergebnis in der Formel 3000 war ein vierter Platz.
1999 wurde er Testfahrer beim neuen Formel-1-Team British American Racing (BAR). Er behielt diese Position bis 2002. In diesem Zeitraum nahm er zweimal (2000 und 2001) am 24-Stunden-Rennen von Le Mans teil. Außerdem nahm er 2001 an der European Le Mans Series, die er auf Platz vier beendete, und der American Le Mans Series, in der er 16. wurde, teil.
2003 wechselte Lemarié in die CART-Serie zu PK Racing, das wie auch schon BAR von seinem Manager Craig Pollock betreut wurde. Nach den ersten sechs Rennen wurde der Franzose durch Bryan Herta ersetzt. Am Saisonende belegte er den 21. Gesamtrang.
Seit dem Ende der Saison 2003 hat Lemarié an keiner Rennserie mehr teilgenommen.

## Statistik

### Karrierestationen
- 1986–1987: Kartsport
- 1989: Französische Formel Ford (Platz 2)
- 1990: Französische Formel Ford (Platz 3)
- 1991: Französische Formel Ford (Platz 2)
- 1992: Französische Formel-3-Meisterschaft (Platz 16)
- 1993: Atlantic Championship (Platz 13)
- 1994: Atlantic Championship (Platz 22)
- 1996: Internationale Formel-3000-Meisterschaft (Platz 15)
- 1997: Internationale Formel-3000-Meisterschaft (Platz 16)
- 1999: Formel 1 (Testfahrer)
- 2000: Formel 1 (Testfahrer)
- 2001: Formel 1 (Testfahrer); European Le Mans Series (Platz 4); American Le Mans Series (Platz 16)
- 2002: Formel 1 (Testfahrer)
- 2003: CART (Platz 21)

### Le-Mans-Ergebnisse
| Jahr | Team                 | Fahrzeug       | Teamkollege        | Teamkollege      | Platzierung | Ausfallgrund |
| ---- | -------------------- | -------------- | ------------------ | ---------------- | ----------- | ------------ |
| 2000 | Didier Bonnet        | Debora LMP2000 | Jean-François Yvon | Yann Goudy       | Ausfall     | Ölleck       |
| 2001 | Johansson Motorsport | Audi R8        | Tom Coronel        | Stefan Johansson | Ausfall     | Elektrik     |